# Теория архитектуры

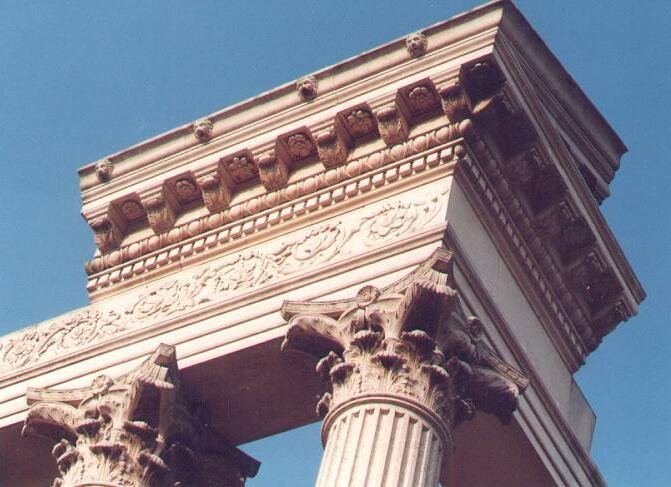
Коринфский ордер

Теория архитектуры' — наука о природе и специфике архитектуры и о её общих закономерностях. Теория архитектуры является частью более обширной области гуманитарного знания об архитектуре как особой форме творческой деятельности, об её генезисе, сущности и социальных функциях. Эта область знания называется  архитектуроведением .
Смежные области, выделяемые в отдельные научные и учебные дисциплины, — теория архитектурной композиции, методика архитектурного проектирования, история и теория архитектурных стилей, история и теория градостроительства, материаловедение, организация и технология строительства, архитектурная критика и публицистика.
С другой стороны, теория архитектуры подобно теории других видов искусства является частью искусствознания или, как иногда формулируют, «всеобщей эстетической теории». Последнее определение неточно, поскольку, архитектура, в отличие от строительной деятельности в общем смысле, является не только утилитарно-конструктивной и эстетической деятельностью, но, прежде всего, «художественно-образной организацией пространства» и среды жизнедеятельности человека. Архитектура в самом общем определении является бифункциональным видом искусства, поскольку произведения архитектуры призваны совмещать две основные функции: утилитарную (или материально-практическую) и художественную (духовно-практическую).
Соответственно формулируется предмет теории архитектуры: изучение архитектуры как художественного творчества, искусства проектировать и строить здания и сооружения в единстве всех функций и практических задач. Специфика предмета архитектурного творчества служит основанием выделения архитектурной теории в отдельную научную дисциплину.
Внешние связи предмета архитектурной композиции. Многообразие предметно-методологических задач и методики проектирования требует включения в теорию архитектуры многих сопредельных научных дисциплин и методов их изучения. Изучением архитектуры занимаются многие науки: философия, история архитектуры, социология, культурология. Каждая из них изучает архитектуру соответственно собственному предмету и специфике гносеологических методов и эвристических приёмов. Соответственно теория архитектуры охватывает различные научные проблемы, связанные с искусством архитектуры: «её социальных и социально-функциональных аспектов, формо-и стилеобразования, семантики, эстетики и художественной образности, а также конструктивно-технической, экономической, социально-культурной и экологической обусловленности архитектурной деятельности, этнокультурных и региональных особенностей, сохранения историко-культурных ценностей, архитектурного наследия, взаимоотношений традиций и новаторства, творческого освоения исторического опыта».

### Общенаучные (философские) вопросы архитектурного творчества
Влияние мировоззрения эпохи на архитектурную деятельность. Формулирование парадигмы. Осмысление архитектурной деятельности.

### Закономерности исторического развития
Выявление вектора развития архитектуры. Описание и обоснование стилистических направлений. Закономерности возникновения архитектурных стилей.
Взаимосвязь и взаимодействие теории архитектуры и истории архитектуры проявляются, в частности, в том, что при проведении теоретических исследований невозможно обойтись без конкретного исторического материала, без знания основных исторических событий и процессов, без понимания того, что процесс развития архитектуры изучается в рамках истории архитектуры под иным углом зрения и в хронологическом порядке.
В то же время эта взаимосвязь и взаимодействие заключаются в том, что история архитектуры в процессе познания не может зачастую обойтись без выводов и обобщений, сделанных в рамках теории архитектуры.

### Семантикаархитектурной композиции
Семантика — наука о смыслах. Данный раздел теории архитектуры исследует художественный язык архитектуры и художественные образы архитектуры. Выявляются условия и причины возникновения архитектурного стиля. Определяется чистота стиля.

### Семиотикаархитектуры
Семиотика — наука о знаковых системах. Теория архитектуры исследует знаки (условные коды), которыми пользуется архитектор.
Умберто Эко предлагает следующий пример классификации архитектурных кодов:

1. Синтаксические коды: характерен в этом смысле код, отсылающий к технике строительства.
Архитектурная форма может включать: балки, потолки, перекрытия, консоли, арки, пилястры, бетонные клетки. Здесь нет ни указания на функцию, ни отнесения к денотируемому пространству, действует только структурная логика, создающая условия для последующей пространственной денотации. Точно так в других кодах на уровне второго членения создаются условия для последующего означивания. Так, в музыке частота характеризует звучание, рождая интервалы, носители музыкальных значений.
2. Семантические коды
а) артикуляция архитектурных элементов
1) элементов, означающих первичные функции: крыша, балкон, слуховое окно, купол, лестница, окно…
2) элементов, соозначающих вторичные «символические» функции: метопа, фронтон, колонна, тимпан…
3) элементов, означающих функциональное назначение и соозначающих «идеологию проживания»: салон, часть жилища, где проводится день, проводится ночь, гостиная, столовая,…
б) артикуляция по типам сооружений
1) социальным: больница, дача, школа, замок, дворец, вокзал…
2) пространственным: храм на круглом основании, с основанием в виде греческого креста, «открытый» план, лабиринт …
Естественно, перечень может быть продолжен, можно разработать такие типы, как город-сад, город романской планировки и т. д., или использовать недавние разработки, вдохновленные поэтикой авангарда, который уже создал собственную традицию и стиль.
— Умберто Эко. Отсутствующая структура. Введение в семиологию

### Теория архитектурной композиции
Наука, занимающаяся изучением элементов и средств архитектурной композиции, приёмов, принципов и закономерностей её построения, носит название теории архитектурной композиции и составляет часть общей теории архитектуры.

### Теория градостроительства
Теория градостроительства изучает планировочную организацию систем расселения и населённых мест, особенности их формирования, функционирования и развития во взаимосвязи с социально-экономическими и природными условиями.

## Метод теории архитектуры
Под методом науки понимается совокупность приемов, средств, принципов и правил, с помощью которых постигается предмет, получаются новые знания.
Все методы теории архитектуры в зависимости от степени их распространенности можно привести в следующую систему.
1. Всеобщие методы — это философские, мировоззренческие подходы, выражающие наиболее универсальные принципы мышления. Среди всеобщих выделяют метафизику и диалектику (материалистическую и идеалистическую).
2. Общенаучные методы — это приемы, которые не охватывают всего научного познания, а применяются лишь на отдельных его этапах, в отличие от всеобщих методов. К числу общенаучных методов относят анализ, синтез, системный и функциональный подходы, метод социального эксперимента.
3. Частнонаучные методы — это приемы, которые выступают следствием усвоения теорией архитектуры научных достижений конкретных (частных) технических, естественных и гуманитарных наук. К ним относят конкретно-социологический, статистический, кибернетический, математический и т. д.

## Категории архитектуры
Как и всякая наука, теория архитектуры обладает своим понятийно-категориальным аппаратом. Категориями называются основные понятия, отражающие наиболее общие и существенные стороны действительности или отдельные явления, связи и отношения предметов. Только совокупность всех категорий даёт нам возможность представить предмет в целом, логику его построения, законы его развития.
- Композиция (как действие, процесс) — сочинение, составление, разработка[6].
- Архитектурная композиция — такое расположение частей и форм здания или комплекса и соотношение их между собой и с целым, которое:

1. определяется в первую очередь многообразным содержанием архитектуры, а также окружающими условиями;
2. строится на законах науки и искусства;
3. служит целям создания реалистического произведения, отвечающего одновременно функциональным, технико-экономическим и идейно-эстетическим требованиям;
4. отличается гармоничностью, органическим единством, согласованностью частей и целого во всех их связях и взаимоотношениях[6].

- Функция — назначение помещения, здания, пространства, отражающееся в большей или меньшей степени на его форме.
- Форма:

1. Форма (философия) — понятие, определяемое соотносительно к понятиям содержания и материи;
2. Форма (предмета) — взаимное расположение границ (контуров) предмета.

- Структура — внутреннее устройство предмета, скрытое внешней формой. Внутреннее устройство связано с категориями целого и его частей.
- Конструкция — инженерное решение архитектурного объекта относительно структуры, плана и взаимного расположения.
- Архитектоника (тектоника) — выражение в архитектурной форме принципа работы конструкции.
- Архитектурная среда может включать объём и пространство.
- Объём — замкнутая, цельная единица среды, воспринимаемая извне.
- Пространство — часть архитектурной среды, воспринимаемая изнутри:

1. пространство — полость или открытая площадка, противопоставляемая объёму (объёмно-пространственная композиция);
2. пространство, выполняющее определённую функцию либо имеющее эмоциональный характер. Например, сакральное пространство (иеротопия).

- Архетип — первоначальная модель, впервые сформированный исконный тип.
- Симметрия — в широком смысле — неизменность при каких-либо преобразованиях.
- Асимметрия — отсутствие или нарушение симметрии.
- Пропорциональность — соразмерность, определённое соотношение отдельных частей предмета между собой. В античности основывалось на понятии золотого сечения.
- Масштабность (соразмерность) — отношение размеров элементов архитектурной формы к размерам человека[6].
- Масштаб — отношение размеров элементов архитектурной формы к размерам целого архитектурного объекта, а также отношение размеров объекта к элементам окружающей среды.[6]
- Метр — равномерное повторение одного или нескольких элементов[6].
- Ритм — неравномерное, но закономерное повторение одного или нескольких элементов[6].
- Модуль — предварительно заданная величина, размер, кратным которому принимаются остальные размеры при разработке проекта здания или при оценке существующего.

## Эволюция взглядов на сущность архитектуры

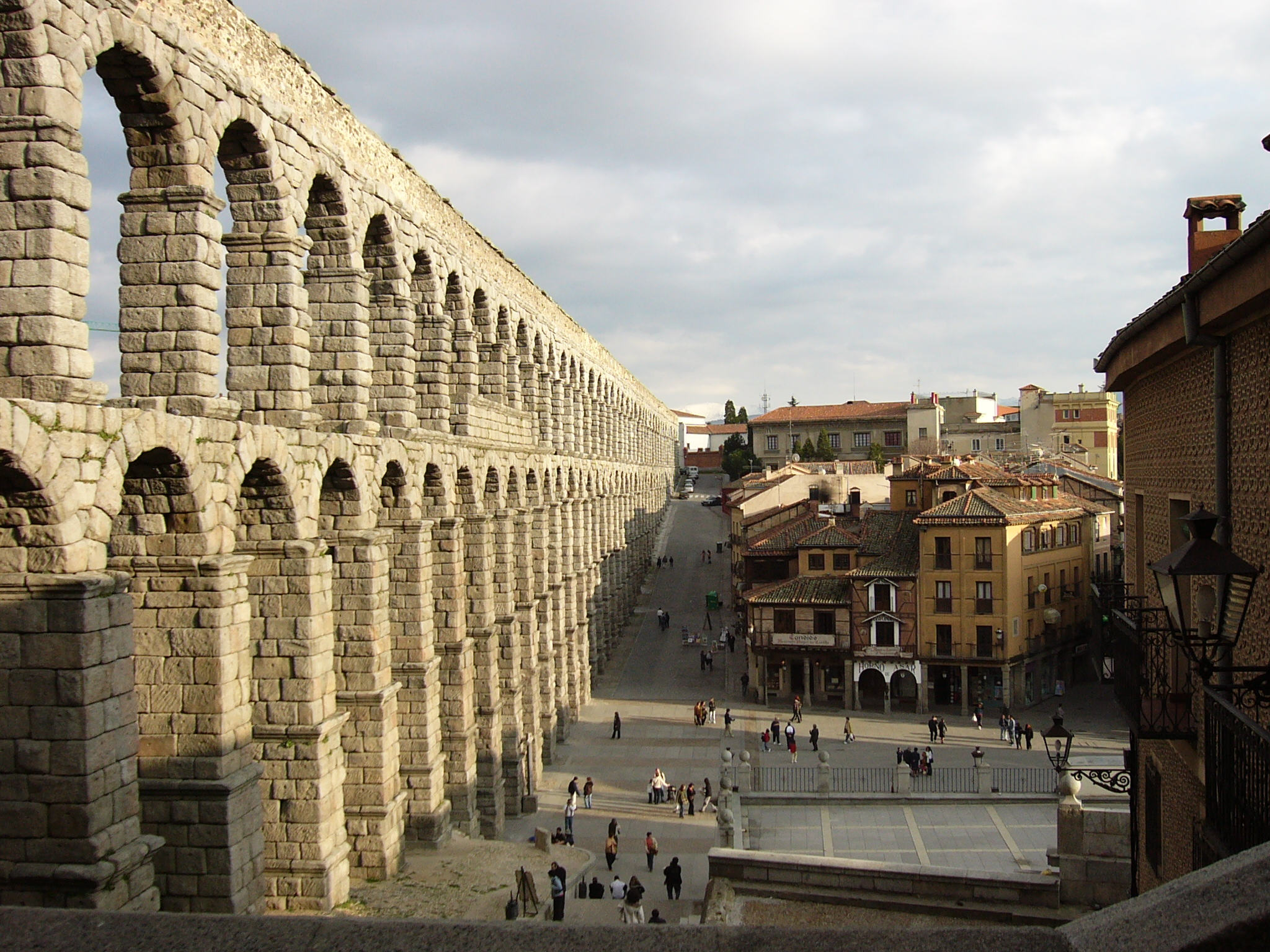
Акведук в Сеговии

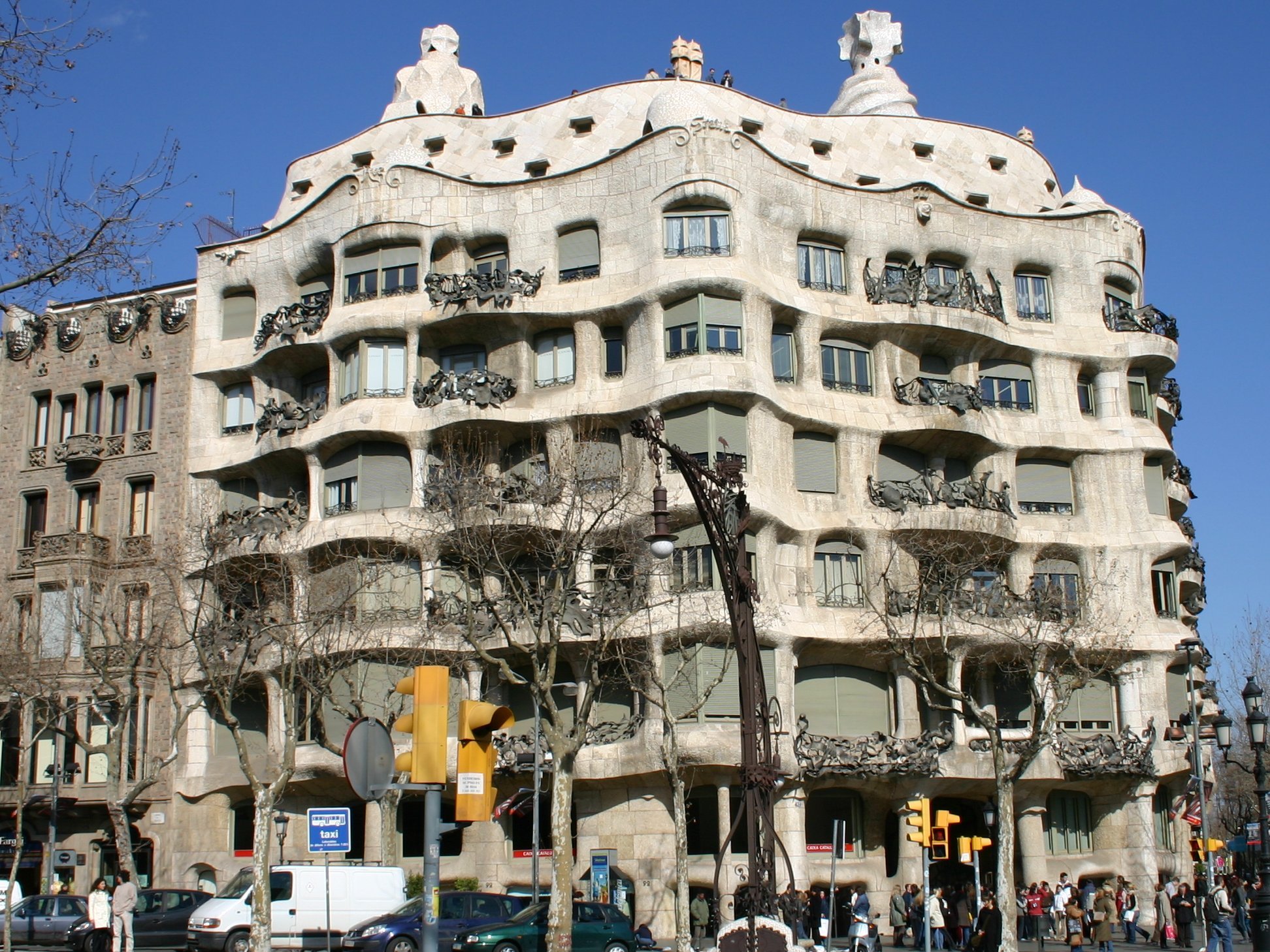
Дом Мила. Архитектор Антони Гауди

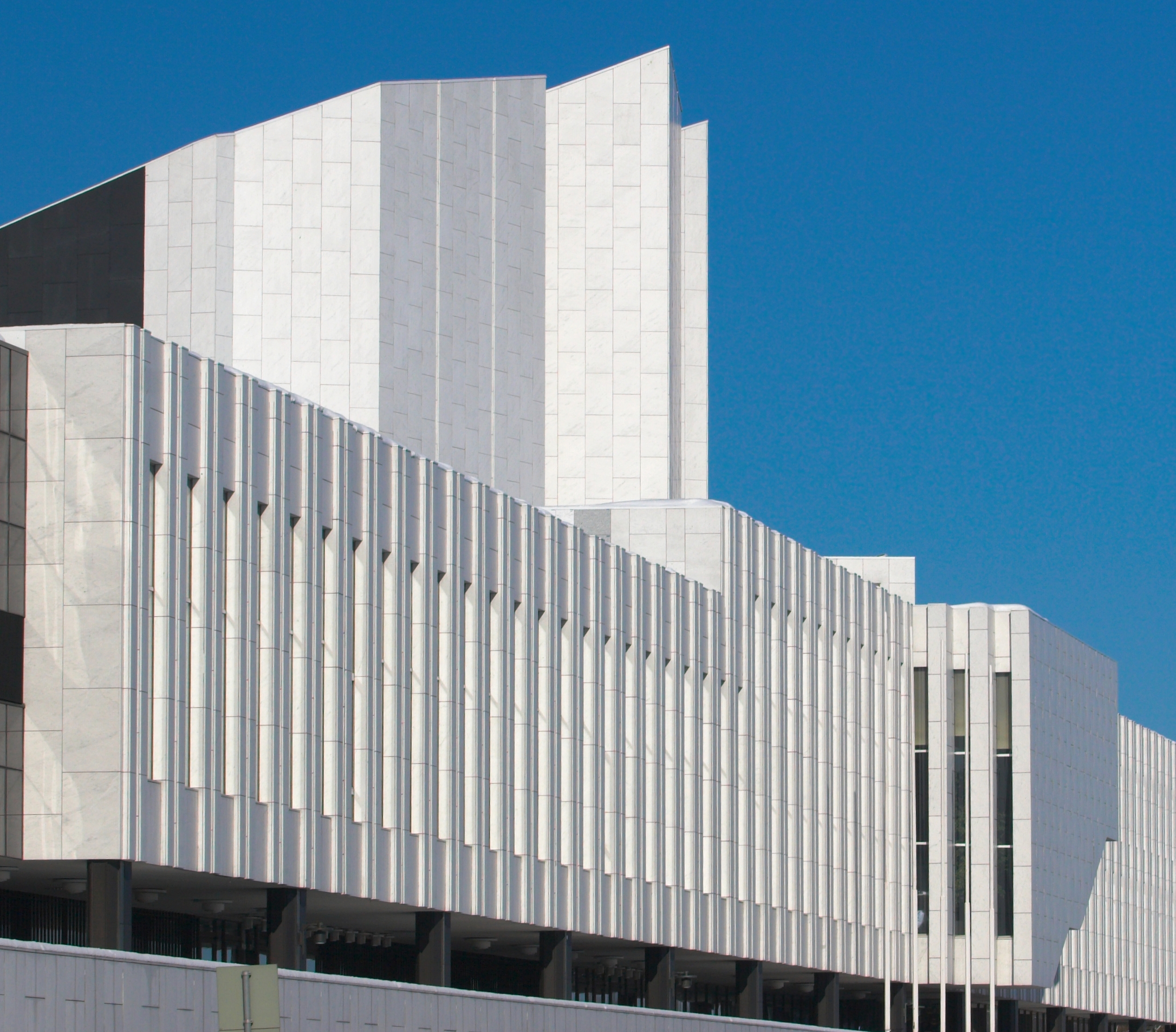
Концертный зал «Финляндия» в Хельсинки. Архитектор Алвар Аалто

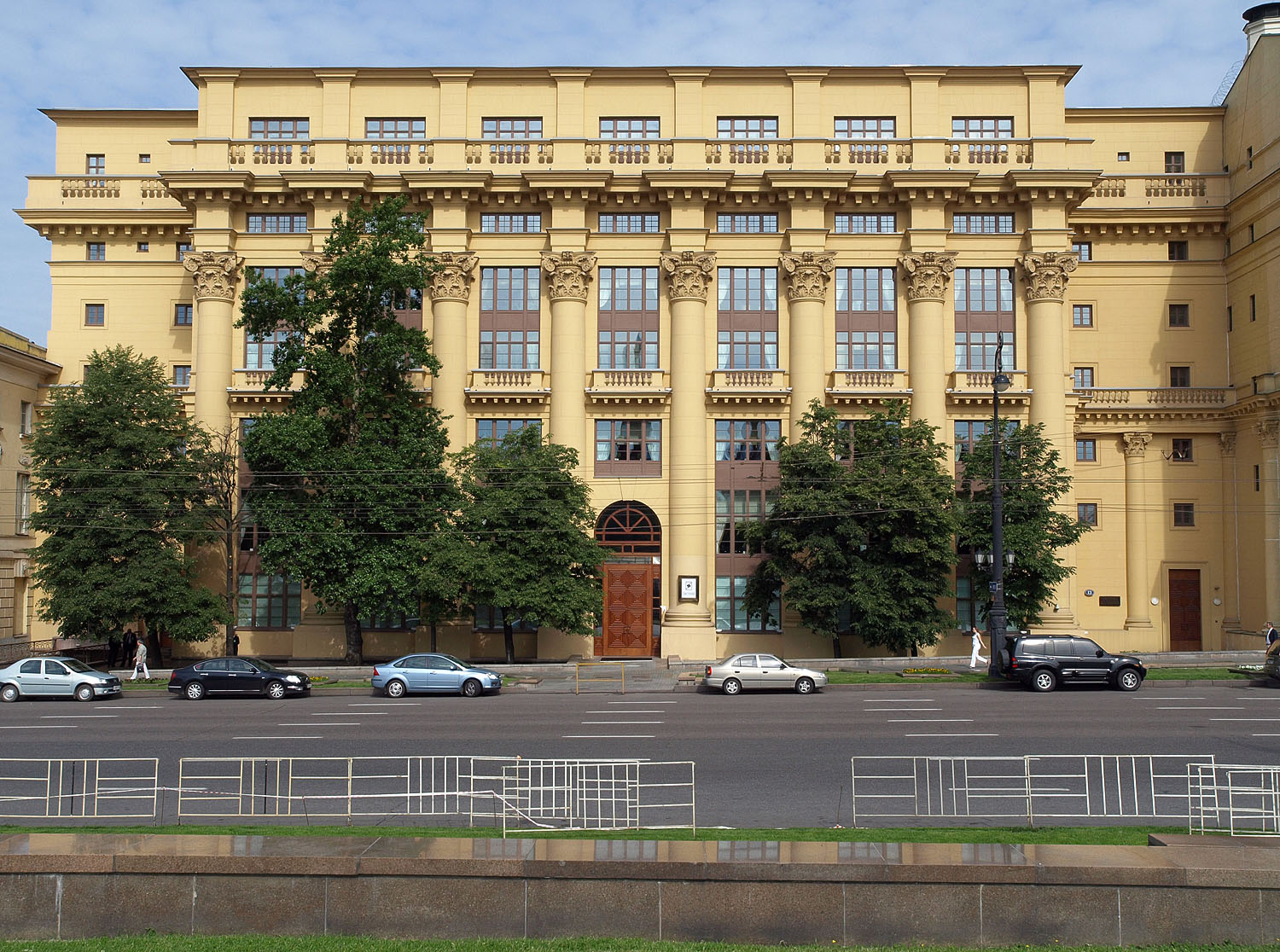
Дом на ул. Моховой в Москве. Архитектор И. В. Жолтовский

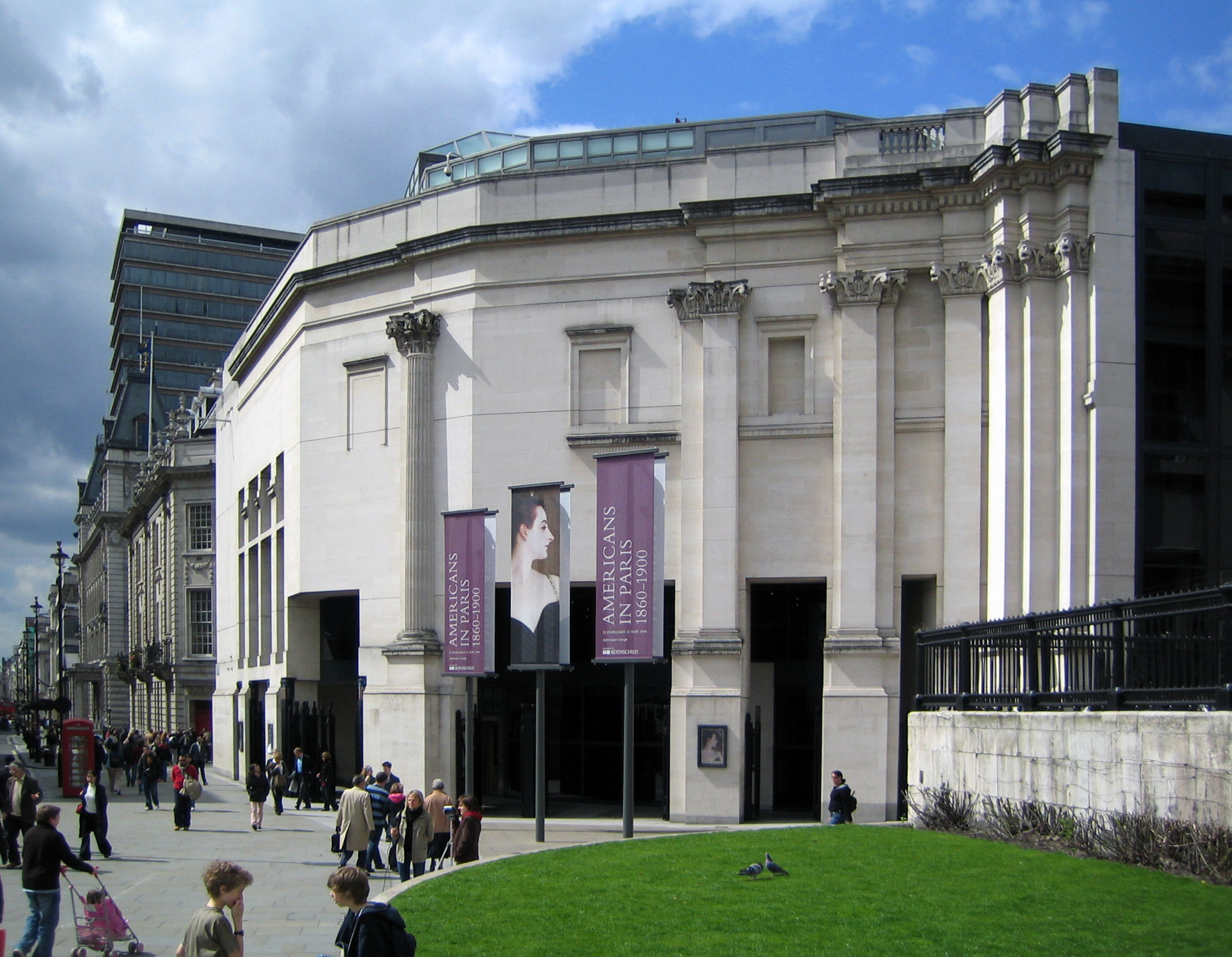
Национальная Галерея, Лондон. Архитектор Роберт Вентури

Чтобы понять, чем действительно является архитектура, мне понадобилось пятьдесят лет — полстолетия…Людвиг Мис ван дер Роэ
Античность

Отделов же самой архитектуры три: зодчество (лат. aedificatio), гномоника (лат. gnomonice) и механика (лат. machinatio). Зодчество, в свою очередь, разделяется на два отдела, из которых один — это возведение городских стен и общественных зданий в публичных местах, другой — устройство частных домов.— Марк Витрувий Поллион. Десять книг об архитектуре. Книга I

Архитектура основывается на трёх началах: лат. firmitas — прочность, лат. utilitas — польза и лат. venustas — красота — Марк Витрувий Поллион. Десять книг об архитектуре. Книга I
Классицизм

Архитектура — это музыка в пространстве, как бы застывшая музыка. — Философ Фридрих Вильгельм Йозеф фон Шеллинг
Модерн

Архитектура — это упорядочение света. — Антони Гауди
Конструктивизм

Пространство, а не камень — материал архитектуры.— Николай Александрович Ладовский

Имея дело с прозаическими сторонами жизни, приближаясь к мастеру и конструктору, архитектор неизбежно должен заразиться от них их методом работы … Архитектор почувствует тогда себя не декоратором жизни, а её организатором.— Моисей Яковлевич Гинзбург
Модернизм

Первая задача архитектуры в эпоху обновления — произвести переоценку ценностей, переоценку составных элементов дома. Серия основана на анализе и эксперименте.— Ле Корбюзье

Архитектура заключается в том, чтобы превратить дешёвый камень в камень из чистого золота.— Алвар Аалто

Архитектура — это сотворение пространства для жизни человека в атмосфере воодушевления и значимости.— Ричард Мейер

Я верю в то, что архитектура — разумный способ организации пространства. Она должна быть создана так, чтобы конструкция и пространство проявлялись в ней самой. Выбор конструкции должен учитывать организацию света. Структура обслуживающих помещений должна дополнить структуру обслуживаемых. Одна — грубая, брутальная, другая — ажурная, полная света.— Луис Кан

Архитектура создаёт произведения, которые своей массой, обработкой, формой, тектоникой, цветом, игрой света должны достичь не только требуемой практической цели (если такая есть), но и искусного выражения идейной составляющей. От своего появления архитектура развивалась так же, как экономическо-политическая и культурная среда, к поддержанию и усилению правящего слоя и выделению ведущего класса в нём. — Bohuslav Syrový
Советский ретроспективизм

Архитектор организует не только пространство, но и человеческую психику.— Иван Владиславович Жолтовский

Архитектура всякий раз предстаёт перед нами, как пространство, организованное человеком и для человека.— Алексей Эльбрусович Гутнов
Постмодернизм

Архитектура исчезает. Я создаю не здание, а пейзаж, среду, открытую для жизни, для общения.— Доминик Перро

Архитектура как искусство адресована — «счастливому меньшинству», озабоченному выработкой тонких оригинальностей…— Чарльз Дженкс

Архитектура — это кров с символами на нём. (Архитектура — это кров с декорацией на нём).— Роберт Вентури

Архитектура не является ни технологией, ни инженерией, ни социологией, ни социализмом, ни коммунизмом, ни политикой. Архитектура — это искусство.— Филип Джонсон
Деконструктивизм

Я могу сказать, чем архитектура не является. Это не жильё и не функциональность.— Питер Айзенман

Архитектура имеет очень древнюю историю и обладает глубочайшей памятью. Эта память становится тяжёлым бременем, когда архитектор пытается сказать что-то новое в современном мире.— Рем Колхас